# Corina Dumbrăvean
Corina Dumbrăvean (n. 15 aprilie 1984) este o fostă atletă română.

## Carieră
Sportiva a fost multiplă campioană națională și balcanică în probele de 800 m și 1500 m. Bistrițeanca a obținut medalia bronz la Campionatul European de Juniori din 2003 la 1500 m.
În anul 2005 ea a cucerit medalia de argint la Campionatul European în sală de la Madrid în urma Elenei Iagăr și medalia de aur la Campionatul European (sub 23) de la Erfurt. Anul următor, s-a clasat pe locul șase la Campionatul Mondial în sală de la Moscova și la Campionatul European de la Göteborg.
În 2007 atleta a fost suspendată 2 ani pentru dopaj, deși a susținut că a luat substanța interzisă fără voia ei. În 2010 a fost suspendată pe viață după ce a fugit din stația de control antidoping.

## Palmares
| An   | Competiție                               | Locație                   | Loc | Eveniment | Note    |
| ---- | ---------------------------------------- | ------------------------- | --- | --------- | ------- |
| 1999 | Campionatul European de Cros (sub 20)    | Velenje, Slovenia         | 38  | 3,4 km    | 13:50   |
| 1999 | Campionatul European de Cros (sub 20)    | Velenje, Slovenia         | 5   | echipe    | 13:50   |
| 2000 | Campionatul European de Cros (sub 20)    | Malmö, Suedia             | 51  | 3,8 km    | 13:59   |
| 2000 | Campionatul European de Cros (sub 20)    | Malmö, Suedia             | 8   | echipe    | 13:59   |
| 2001 | Campionatul Mondial de Juniori (sub 18)  | Debrețin, Ungaria         | 15  | 1500 m    | 4:26,00 |
| 2002 | Campionatul Mondial de Juniori (sub 20)  | Kingston, Jamaica         | 18  | 1500 m    | 4:26,61 |
| 2002 | Campionatul European de Cros (sub 20)    | Medulin, Croația          | 33  | 3,7 km    | 13:59   |
| 2003 | Campionatul Mondial de Cros (sub 20)     | Lausanne, Elveția         | 59  | 6,215 km  | 24:09   |
| 2003 | Campionatul European de Juniori (sub 20) | Tampere, Finlanda         | 3   | 1500 m    | 4:17,56 |
| 2003 | Campionatul European de Cros (sub 20)    | Edinburgh, Marea Britanie | 27  | 4,5 km    | 16:47   |
| 2003 | Campionatul European de Cros (sub 20)    | Edinburgh, Marea Britanie | 4   | echipe    | 16:47   |
| 2005 | Campionatul European în sală             | Madrid, Spania            | 2   | 1500 m    | 4:05,88 |
| 2005 | Campionatul European de Tineret (sub 23) | Erfurt, Germania          | 9   | 800 m     | 2:04,62 |
| 2005 | Campionatul European de Tineret (sub 23) | Erfurt, Germania          | 1   | 1500 m    | 4:14,78 |
| 2005 | Campionatul Mondial                      | Helsinki, Finlanda        | 16  | 1500 m    | 4:12,35 |
| 2006 | Campionatul Mondial în sală              | Moscova, Rusia            | 6   | 1500 m    | 4:08,29 |
| 2006 | Campionatul European                     | Göteborg, Suedia          | 6   | 1500 m    | 4:02,24 |

## Recorduri personale
| Probă          | Performanță | Dată              | Locație   |
| -------------- | ----------- | ----------------- | --------- |
| 800 m          | 2:00,21     | 28 iulie 2007     | București |
| 1500 m         | 4:02,24     | 13 august 2006    | Göteborg  |
| 800 m în sală  | 2:03,31     | 16 februarie 2005 | Peania    |
| 1500 m în sală | 4:04,69     | 11 februarie 2006 | Valencia  |